# 국가판무관부 (주정부)
국가판무관부(독일어: Reichskommissariat)란 주정부가 해체되었을 때 연방정부가 주를 임명직 위원을 통해 직할통치할 때 세우는 주정부이다. 대표적인 국가판무관부로는 바이마르 공화국 시기 총리였던 프란츠 폰 파펜이 1932년 프로이센 쿠데타를 일으켜 프로이센 총리직을 일시 폐지하고 설치한 임시 주정부가 있다. 국가판무관부의 통치자는 연방정부가 임명한 국가판무관에 해당한다.

## 목록
프로이센주
- 파펜 제1기 국가판무관부 (1932년 7월 20일-10월 29일)
- 파펜 제2기 국가판무관부 (1932년 10월-12월)
- 슐라이허 국가판무관부 (1932년 12월 3일-1933년 1월 28일)
- 파펜 제3기 국가판무관부 (1933년 1월 30일-4월 7일)

바덴주
- 바그너 국가판무관부 (1933년 3월 10일-5월 8일)

자를란트
- 자를란트 재통합 국가판무관부 (1935년)

## 같이 보기
- 국가판무관부
- 프로이센 쿠데타